# 金陵工艺大学堂
金陵工艺大学堂，1900年筹办於江寧（今南京），由两江总督鹿传霖、刘坤一等人创办，是晚清成立的一所新式學堂，以工業技術等教育為主要著重點。